# Dmitrij Charat'jan

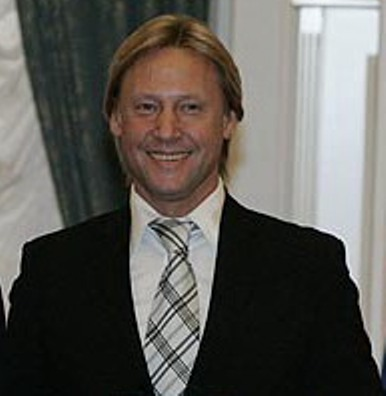
2008

Dmitrij Vadimovič Charat'jan in russo Дмитрий Вадимович Харатьян? (Olmaliq, 21 gennaio 1960) è un attore russo.

## Filmografia parziale
- Rozygryš, regia di  Vladimir Men'šov (1976)
- Ochota na lis, regia di Vadim Abdrašitov  (1980)
- Skorost', regia di Dmitrij Svetozarov (1983)
- Vivat, gardemariny!, regia di Svetlana Družinina (1991)
- Čёrnyj kvadrat, regia di Jurij Moroz (1992)
- Gardemariny III, regia di Svetlana Družinina (1992)
- Na Deribasovskoj chorošaja pogoda, Ili na Brajton-Bič opjat' idut doždi, regia di  Leonid Gajdaj (1992)